# Pierre Gill
Pierre Gill (* 1964 in Montreal, Québec) ist ein kanadischer Kameramann und Regisseur.

## Leben und Leistungen
Pierre Gill lebt in Montreal. Dort besuchte er das Collège Jean de Brébeuf, wo er von 1982 bis 1984 sieben Preise gewann. Danach studierte er an der Concordia University, an der er zwischen 1984 und 1987 vier weitere Auszeichnungen bekam. Er drehte Fernsehwerbungen und dann Filme, die des Öfteren für Gills Kameraführung prämiert wurden.
1997 bekam er einen Gémeaux Award, das Québecer Gegenstück zum Gemini Award, für die Miniserie Marguerite Volant. Im Jahr 2000 erhielt er einen Prix Jutra für die beste Kameraarbeit in Memories Unlocked (Souvenirs intimes). 2001 wurde er beim Festival Internacional de Cine de Mar del Plata für den dramatischen Jugendfilm Lost and Delirious mit dem ADF Cinematography Award ausgezeichnet. 2005 wurde er beim Gemini Award für The Last Casino nominiert. Die American Society of Cinematographers bedachte ihn 2004 für das biografische Filmdrama Hitler – Der Aufstieg des Bösen mit einem ASC Award. Canadian Society of Cinematographers Awards (CSC Awards) erhielt er für verschiedene Filme in den Jahren 2000 (zweimal), 2001, 2002 und 2004, sowie 2007 den Kodak New Century Award. Genie Awards konnte er 2002 für Lost and Delirious und bei der Verleihung 2007 für den Eishockeyfilm Maurice Richard erringen. Weiters wurde er bei verschiedenen Preisen nominiert.

## Filmografie
Kameramann
- 1995: Les Fleurs magiques (Kurzfilm)
- 1995: Eldorado
- 1995: Gabrielles schwarze Liste (Liste noire)
- 1996: Marguerite Volant (Miniserie, 11 Episoden)
- 1997: Los Locos
- 1997: Im Angesicht meiner Feinde (In the Presence of Mine Enemies)
- 1997–1998: The Hunger (Fernsehserie, 3 Episoden)
- 1998: Le Streetheart (Coeur au poing)
- 1999: Loser Love
- 1999: Jeanne d’Arc – Die Frau des Jahrtausends (Joan of Arc)
- 1999: Memories Unlocked (Souvenirs intimes)
- 2000: XChange
- 2000: The Secret Adventures of Jules Verne (Fernsehserie)
- 2000: La Beauté de Pandore
- 2000: The Art of War
- 2001: Lost and Delirious
- 2002: L’Odyssée d’Alice Tremblay
- 2002: Salem Witch Trials
- 2003: Hitler – Aufstieg des Bösen (Hitler – The Rise of Evil)
- 2005: Maurice Richard
- 2006: Der Pakt (The Covenant)
- 2008: Auf der anderen Seite des Bettes (De l’autre côté du lit)
- 2009: Polytechnique
- 2009: Divorces!
- 2011: Internet-Mobbing (Cyberbully, Fernsehfilm)
- 2011: Starbuck
- 2012: Upside Down
- 2013: The Colony – Hell Freezes Over (The Colony)
- 2013: Copper (Fernsehserie, 12 Episoden)
- 2014: Elephant Song
- 2015: After the Ball
- 2015: Casanova (Fernsehfilm)
- 2016: Shut Eye (Fernsehserie, 10 Episoden)
- 2017: Undercover Grandpa
- 2017: 2036: Nexus Dawn (Kurzfilm)
- 2017: 2048: Nowhere to Run (Kurzfilm)
- 2018: Fugueuse (Fernsehserie, 10 Episoden)
- 2020: Tu te souviendras de moi (You Will Remember Me)
- 2024: Dune: Prophecy (Miniserie)

Regisseur
- 2004: The Last Casino (Fernsehfilm)
- 2005: Charlie Jade (Fernsehserie, 2 Episoden)
- 2010: Fakers (Fernsehfilm)